# ادبیات فرانسه در قرن بیستم

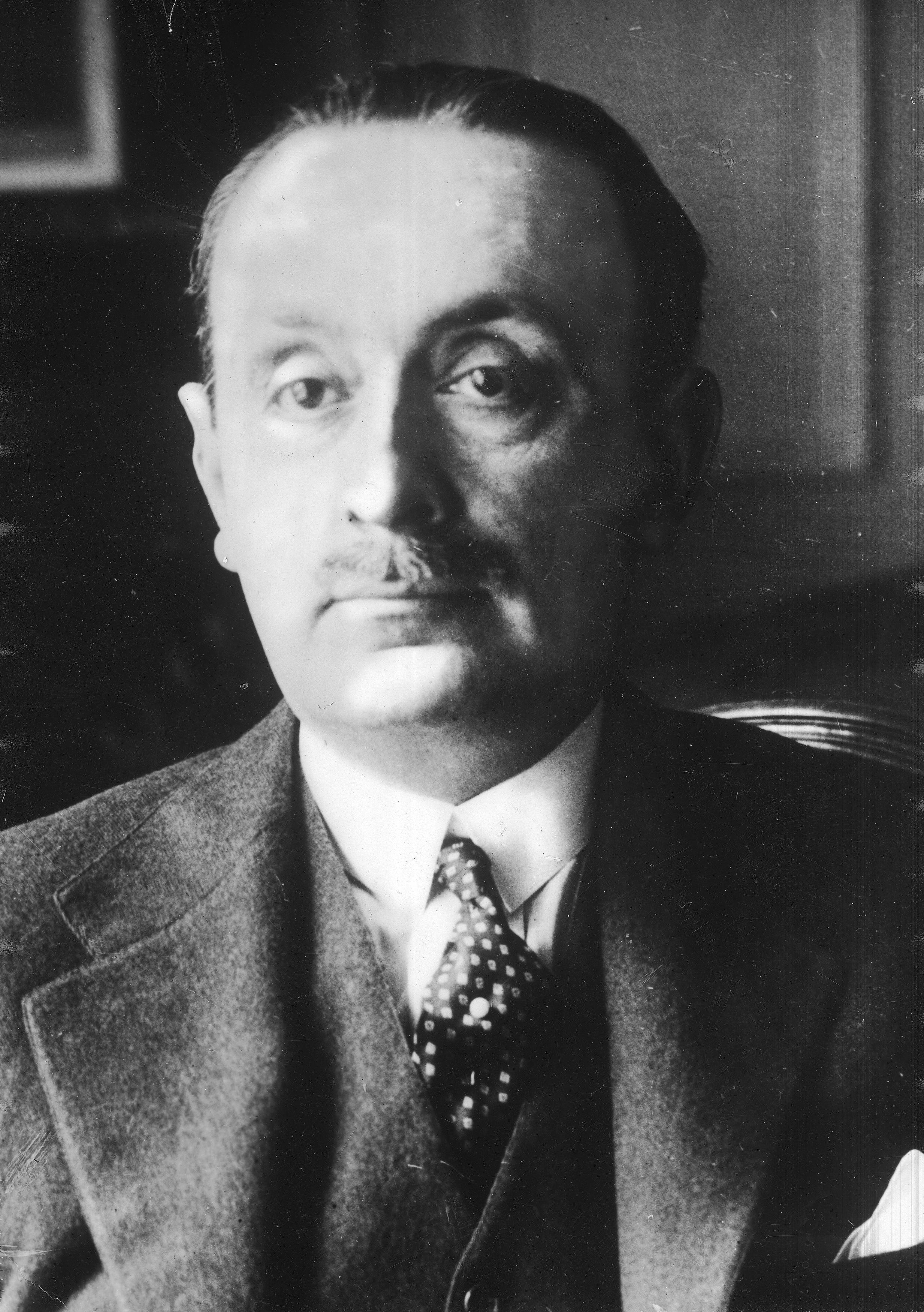
ولادیمیر دورمسون دیپلمات و نویسنده فرانسوی،

ادبیات قرن بیستم فرانسه یکسره با بحران‌های تاریخی، سیاسی، اخلاقی و هنری آمیخته‌است. جریان ادبی غالب در این قرن فراواقع‌گرایی یا سوررئالیسم است که به‌خصوص در شعر و نوسازی آن (شاعرانی نظیر آندره برتون، روبر دسنو و...) جلوه‌ای خاص دارد. جریان دیگر ادبی قرن بیست اگزیستانسیالیسم نام دارد که مهم‌ترین پیروان آن ژان پل سارتر و آلبر کامو بوده‌اند. ضمن این که اگزیستانسیالیسم سویه‌ای فلسفی نیز داشته‌است (اگریستانسیالیسم و اومانیسم ترجمه فارسی از ابوالحسن نجفی و مصطفی رحیمی). مهم‌ترین سرچشمه هنرورزی این قرن برای هنرمندان مختلف نزاع‌های سیاسی بوده‌است. جنگ هم در شعر و هم در رمان‌ها حضوری مشخص دارد.
در فرانسه، جریان رمان نو یا بنا به اصطلاح فرانسوی رایج در فارسی نو رمان با نظریات آلن رب‌گریه در کتابی با همین عنوان رمان نو آغاز شد و در ابتدا معدودی نویسنده به وی پیوستند، اما کمی بعد نسلی از نویسندگانی که امروز در انتشارات مینوی فرانسه کتاب منتشر می‌کنند، وی را دنبال کردند. از میان این کسان می‌توان به ژان اشنوز، ژان فیلیپ توسن، تانگی ویل، کریستیان اوستر، و کریستیان گایی اشاره کرد. این جریان را می‌توان مهم‌ترین جریانی که تا این حد گسترده شده‌است، نام نهاد.

## پایان قرن
با این همه از سال ۱۹۹۸ با انتشار کتابی از میشل ولبک، برخی نویسندگان جوان فرانسوی گرد او جمع شدند. از این قرار شاید بتوان ولبک را مؤسس مکتبی ادبی نام نهاد. نانسی اوستون در مقاله‌ای ولبک را سرزنش می‌کند که به نیهیلیسم دهه‌های ۵۰ و ۶۰ میلادی (آثار بکت بازگشته‌است. وی در کتاب دیگری با عنوان استادان ناامیدی رمان‌های ولبک را با تندی به باد انتقاد می‌گیرد.

## جریان‌های ادبی
- فراواقع‌گرایی
- اگزیستانسیالیسم
- رمان نو